# 明治神宮崇敬会
明治神宮崇敬会（めいじじんぐうすうけいかい）は、明治神宮の奉賛を目的とする一般財団法人である。1946年（昭和21年）6月1日に創立された。

## 活動
- 明治神宮諸祭典への奉賛[2]
- 明治神宮祭典奉祝行事への奉賛[2]
- ご祭神のご聖徳普及のための活動[2]
  - 会員実践綱領の実践[2]
  - 教育勅語普及運動[2]
  - 教化出版物の刊行[2]
- 青少年の健全育成[2]
  - 少年剣道大会の開催[2]
  - こども会への協賛[2]
  - 青年の育成[2]
- 福祉活動[2]
  - 福祉事業の助成[2]
  - 昭憲皇太后基金[2]
- 研修会の開催[2]
- 神社参拝旅行の開催[2]
- 婦人部「わかば会」総会の開催[2]
- 婦人部「わかば会」研修会の開催[2]

## 会員特典
- 毎年年末に新年の神符（おふだ）の授与[3]。
- 会報「代々木」誌が年4回（季刊）届く[3]。
- 年1回の「会員の集い」に案内される[3]。
- 明治神宮春秋の大祭に参列ができる[3]。
- 明治神宮の神楽殿にて昇殿参拝ができる[3]。
- 全日本力士選士権大会に招待される[3]。
- 神宮球場でのプロ野球オープン戦を無料で観戦できる[3]。
- 神宮御苑が無料拝観できる[3]。
- 宝物殿・宝物展示室・絵画館が無料で拝観できる[3]。
- 明治記念館での結婚式の特典[3]。